# Cristo passo (Cima da Conegliano)
Il Cristo passo è un dipinto olio su tavola (22x15,5 cm) di Cima da Conegliano, conservata a Ca' Rezzonico a Venezia nel Museo del Settecento Veneziano, Collezione Mestrovich inv. 3.

## Descrizione
La piccola tavola proviene dall’originaria collezione Correr. Passata per altre mani private è giunta al Mestrovich corredata da un’attribuzione al Cima di Giuseppe Botta, allora ispettore alle Gallerie Veneziane, datata 1866. Attribuzione poi condivisa da numerosi critici.
Viste le piccolissime dimensioni dell’opera si può supporre che fosse destinata a portella di tabernacolo, come d’altra parte anche la tavoletta del Cima col medesimo soggetto di proprietà dei musei di Birmingham. Una conferma ulteriore all’autografia del Cima viene dal confronto con lo scomparto centrale della cimasa del Polittico di Miglionico. Complesso questo storicamente documentato, anche nelle vicende della sua acquisizione lucana a fine Cinquecento. In quest’ultima opera risultano infatti estremamente simili la trama pittorica, la modellatura del corpo prostrato nella morte e anche i dettagli del volto e della fitta capigliatura.